# 김정훈 (희극인)
김정훈(1983년 9월 20일 ~ )은 대한민국의 희극 배우다. 2014년 3월 16일에 결혼했다.

## 학력
- 명지대학교 경호학과 학사

## 출연 작품
- 〈개그콘서트〉
  - 〈감수성〉
  - 〈견뎌〉
  - 〈고! 스톱?〉
  - 〈그땐 그랬지〉
  - 〈그래 그래〉
  - 〈괜찮아 괜찮아〉
  - 〈돌직구 청문회〉
  - 〈땀복근무〉
  - 〈민상토론〉
  - 〈불편한 진실〉
  - 〈비정상 교도소〉
  - 〈산 넘어 산〉
  - 〈세상아 덤벼라〉
  - 〈소극장 배우들〉
  - 〈슈퍼스타 KBS〉
  - 〈시청률의 제왕〉
  - 〈사랑이 LARGE〉 - 4.30 한정
  - 〈아무말 대잔치〉 - 6.14일, 8.13일
  - 〈어.그.봤 (어제 그거 봤어?)〉
  - 〈엔젤스〉
  - 〈왕게임〉
  - 〈으샤빠샤〉
  - 〈이.개.세 (이 개그맨들이 사는 세상)〉
  - 〈잉? 터뷰〉강유미대역
  - 〈대한민국 전설의 개그맨 정명훈〉
  - 〈체포왕〉
  - 〈출소〉
  - 〈클라이 막장〉
  - 〈10년 후〉
  - 〈국제유치원〉
  - 〈아무것도 모른다〉